# Peńkyne
Peńkyne (ukr. Пенькине) – wieś na Ukrainie, w obwodzie kirowohradzkim, w rejonie nowoukraińskim, w hromadzie Nowomyrhorod. W 2022 liczyła 76 mieszkańców, spośród których 75 wskazało jako ojczysty język ukraiński.